# N,1-二甲基色胺
N,1-二甲基色胺是一种有机化合物，化学式为C12H16N2，它是二甲基色胺的同分异构体之一，为芳环氮和氨基氮上的氢各被一个甲基取代的产物。它可由N-叔丁氧羰基-N,1-二甲基色胺在三氟乙酸的二氯甲烷溶液中脱Boc保护得到，或由相应的酰胺还原得到。它的氨基氮上可以进一步甲基化，得到季铵盐。